# Copa Federación 1983 (México)
La Copa Federación 1983 fue la primera edición de un torneo copero extraordinario organizado por la Federación Mexicana de Fútbol. Este fue el segundo certamen oficial del fútbol mexicano que enfrentó a conjuntos de diferentes divisiones profesionales (el primero fue la Copa México 1963-64), al incluir a doce conjuntos de la Primera división, doce de la Segunda división "A" y cuatro de la Segunda división "B" (en ese momento, la tercera categoría). 
El propósito del torneo era inicialmente la disputa de una competencia copera entre las tres divisiones menores (incluyendo a la 3.ª División); no obstante solo se aprobó la participación del circuito de ascenso (2.ª "A") y el sector intermedio (2.ª "B"). Para acrecentar su notoriedad se invitó al máximo circuito. Esta fue la única edición que incluyó cuadros de la primera categoría, que no volverían a enfrentar conjuntos de divisiones inferiores hasta la Copa México 1994-95, cuando jugaron contra la recién fundada Primera División "A" (sector con el que se enfrentaron en todas las ediciones subsecuentes de la Copa México — 1994-1997 y 2012-2020 —)
Esta fue una de las tres competencias oficiales organizadas por Federación, paralelas a las tres tradicionales (Liga, Copa y Campeón de Campeones), y al igual que sus pares (Copa Presidencial Adolfo López Mateos 1963 y el Torneo de Nuevos Valores 1978) nunca se volvió a jugar (en el caso de la Copa Federación, hablando solo de equipos de la primera división).

## Sistema de competencia
Los doce equipos de primera división fueron ubicados en un solo grupo, en tanto los de 12 de 2.ª "A" y los 4 de 2.ª "B" en un mismo sector. Sin embargo cada equipo jugará un partido contra cada rival del grupo contrario, y nunca contra los del mismo encuadre, de esta manera no habría enfrentamientos entre equipos de primera en la ronda inicial. Además se estableció que los equipos del máximo circuito jugarían todos los partidos como visitantes en las plazas de segunda división, fomentando con ello, que estas fueran visitadas por los cuadros estelares de la división de honor. Debido al número de equipos, los clubes de primera jugaron cuatro partidos, y los de segunda "A" y "B" solo tres en la ronda grupal.
Los equipos de primera división estaban obligados a alinear 11 jugadores habituales del torneo de liga 1982-83 (el anterior). En tanto las instituciones de los sectores menores debían cubrir los gastos de traslado y hospedaje de los equipos del máximo circuito, mismo que estaban garantizados a recuperar con los entradas que generarían las visitas a sus estadios.
Al finalizar los duelos únicos entre equipos de primera y segunda, los líderes de cada grupo se enfrentarían en la final, también a un solo duelo, y en cancha del equipo de segunda. En tanto los sublideres de sector se enfrentaron por el tercer lugar.

## Equipos participantes
| Primera división | Segunda división "A" | Segunda división "B"                        |
| --- | --- | ------------------------------------------- |
| Atlas Atlético Morelia Atlético Potosino Cruz Azul Deportivo Neza León Oaxtepec Tampico Madero Toluca Tecos de la UAG Tigres de la UANL UNAM | Azucareros de Córdoba Irapuato Pachuca Salamanca S.U.O.O Deportivo Tepic Texcoco Tulancingo U.A.B.J.O Correcaminos de la UAT Veracruz Zamora | Iguala Martínez de la Torre Tabasco Uruapan |

## Fase de grupos

### Grupo de Primera División
| Pos. | Equipo            | Pts. | PJ | G | E | P | GF | GC | Dif. | Clasificación               |
| ---- | ----------------- | ---- | -- | - | - | - | -- | -- | ---- | --------------------------- |
| 1    | Oaxtepec          | 8    | 4  | 4 | 0 | 0 | 19 | 2  | +17  | Final del torneo            |
| 2    | Tecos UAG         | 7    | 4  | 3 | 1 | 0 | 11 | 4  | +7   | Partido por el tercer lugar |
| 3    | Cruz Azul         | 6    | 4  | 3 | 0 | 1 | 11 | 2  | +9   |                             |
| 4    | Pumas UNAM        | 6    | 4  | 3 | 0 | 1 | 11 | 3  | +8   |                             |
| 5    | Atlas             | 6    | 4  | 3 | 0 | 1 | 5  | 2  | +3   |                             |
| 6    | Tigres UANL       | 5    | 4  | 2 | 1 | 1 | 6  | 6  | 0    |                             |
| 7    | Tampico Madero    | 4    | 4  | 2 | 0 | 2 | 8  | 4  | +4   |                             |
| 8    | Deportivo Neza    | 4    | 4  | 2 | 0 | 2 | 6  | 2  | +4   |                             |
| 9    | León              | 4    | 4  | 1 | 2 | 1 | 3  | 3  | 0    |                             |
| 10   | Atlético Potosino | 4    | 4  | 0 | 4 | 0 | 1  | 1  | 0    |                             |
| 11   | Toluca            | 3    | 4  | 1 | 1 | 2 | 6  | 7  | −1   |                             |
| 12   | Atlético Morelia  | 3    | 4  | 1 | 1 | 2 | 3  | 6  | −3   |                             |

 Fuente: RSSSF
Criterios de clasificación: Puntos · Enfrentamientos directos · Diferencia de goles · Goles a favor · Puntos fair-play · Play-off.

### Grupo de Segunda División
| Pos. | Equipo                | Pts. | PJ | G | E | P | GF | GC | Dif. | Clasificación               |
| ---- | --------------------- | ---- | -- | - | - | - | -- | -- | ---- | --------------------------- |
| 1    | Texcoco               | 5    | 3  | 2 | 1 | 0 | 10 | 5  | +5   | Final del torneo            |
| 2    | Azucareros de Córdoba | 5    | 3  | 2 | 1 | 0 | 2  | 0  | +2   | Partido por el tercer lugar |
| 3    | Veracruz              | 4    | 3  | 2 | 0 | 1 | 6  | 4  | +2   |                             |
| 4    | Pachuca               | 4    | 3  | 2 | 0 | 1 | 5  | 3  | +2   |                             |
| 5    | Tabasco               | 3    | 3  | 1 | 1 | 1 | 1  | 1  | 0    |                             |
| 6    | Salamanca             | 3    | 3  | 1 | 1 | 1 | 2  | 3  | −1   |                             |
| 7    | Tulancingo            | 3    | 3  | 1 | 1 | 1 | 2  | 3  | −1   |                             |
| 8    | Iguala                | 3    | 3  | 1 | 1 | 1 | 2  | 6  | −4   |                             |
| 9    | Correcaminos UAT      | 2    | 3  | 1 | 0 | 2 | 2  | 5  | −3   |                             |
| 10   | Irapuato              | 1    | 3  | 0 | 1 | 2 | 2  | 6  | −4   |                             |
| 11   | Zamora                | 1    | 3  | 0 | 1 | 2 | 0  | 5  | −5   |                             |
| 12   | Uruapan               | 1    | 3  | 0 | 1 | 2 | 3  | 9  | −6   |                             |
| 13   | SUOO                  | 1    | 3  | 0 | 1 | 2 | 0  | 7  | −7   |                             |
| 14   | Tepic                 | 0    | 3  | 0 | 0 | 3 | 0  | 8  | −8   |                             |
| 15   | UABJ                  | 0    | 3  | 0 | 0 | 3 | 1  | 14 | −13  |                             |
| 16   | Martínez de la Torre  | 0    | 3  | 0 | 0 | 3 | 4  | 11 | −7   |                             |

 Fuente: RSSSF
Criterios de clasificación: Puntos · Enfrentamientos directos · Diferencia de goles · Goles a favor · Puntos fair-play · Play-off.

## Fase final

### Partido por el tercer lugar
| Equipo 1              | Resultado | Equipo 2  |
| --------------------- | --------- | --------- |
| Azucareros de Córdoba | 1–3       | Tecos UAG |

### Final
| Equipo 1 | Resultado | Equipo 2 |
| -------- | --------- | -------- |
| Texcoco  | 1–0       | Oaxtepec |